# Allan Rex Sandage
Allan Rex Sandage (ur. 18 czerwca 1926 w Iowa City, zm. 13 listopada 2010 w San Gabriel) – amerykański astronom.
Jako pierwszy obliczył z dużą dokładnością stałą Hubble’a i wiek Wszechświata.

## Życiorys
Studiował na Uniwersytecie w Illinois i California Institute of Technology. Był studentem Waltera Baadego. Od 1952 zatrudniony w obserwatorium astronomicznym Mount Wilson Observatory. Współpracował z Gustavem Andreasem Tammannem. Zajmował się teorią ewolucji gwiazd, prawem Hubble’a. Prowadził badania z zakresu kosmologii, fotometrii gwiazd i galaktyk. Jest współautorem atlasów galaktyk (Hubble Atlas of Galaxies, Shapley Ames Katalog).
27 kwietnia 1973 odkrył planetoidę (96155) 1973 HA. Odkrył także komety nieokresowe C/1972 L1 (Sandage) i C/1973 N1 (Sandage).

## Nagrody i wyróżnienia
- 1957: Helen B. Warner Prize for Astronomy
- 1963: Medal Eddingtona
- 1967: Złoty Medal Królewskiego Towarzystwa Astronomicznego
- 1970: National Medal of Science
- 1972: Henry Norris Russell Lectureship
- 1975: Medal Bruce
- 1991: Nagroda Crafoorda
- 2000: Nagroda Grubera
- planetoida (9963) Sandage została nazwana jego nazwiskiem[4].